# Abierto de Australia 2010
El Abierto de Australia 2010 fue un torneo de tenis disputado en superficie dura en Melbourne, Australia. Fue la edición 98.ª del Abierto de Australia y el primer torneo de Grand Slam del año. Este se llevó a cabo en el Melbourne Park desde el 18 al 31 de enero de 2010.
Las principales canchas del complejo deportivo son la Rod Laver Arena (es la cancha principal equipada con tecnología de ojo de halcón y una capacidad para 16.820 personas), la Hisense Arena (con capacidad para 10.500 personas), la Margaret Court (también conocida como cancha 1 y con capacidad para 6.000 personas), dos canchas más con buena capacidad de público y 19 canchas sencillas.
En individuales, el suizo Roger Federer consiguió su decimosexto título de Grand Slam y la estadounidense Serena Williams obtuvo su decimosegundo título de Grand Slam. El escocés Andy Murray y la belga Justine Henin fueron finalistas.
En dobles, los campeones del 2009 defendieron con éxito sus respectivos títulos - Bob y Mike Bryan en la categoría de dobles masculino, y Serena y Venus Williams en dobles femenino. En dobles mixto, Cara Black y Leander Paes consiguieron el campeonato australiano por primera vez como pareja.

## Campeones

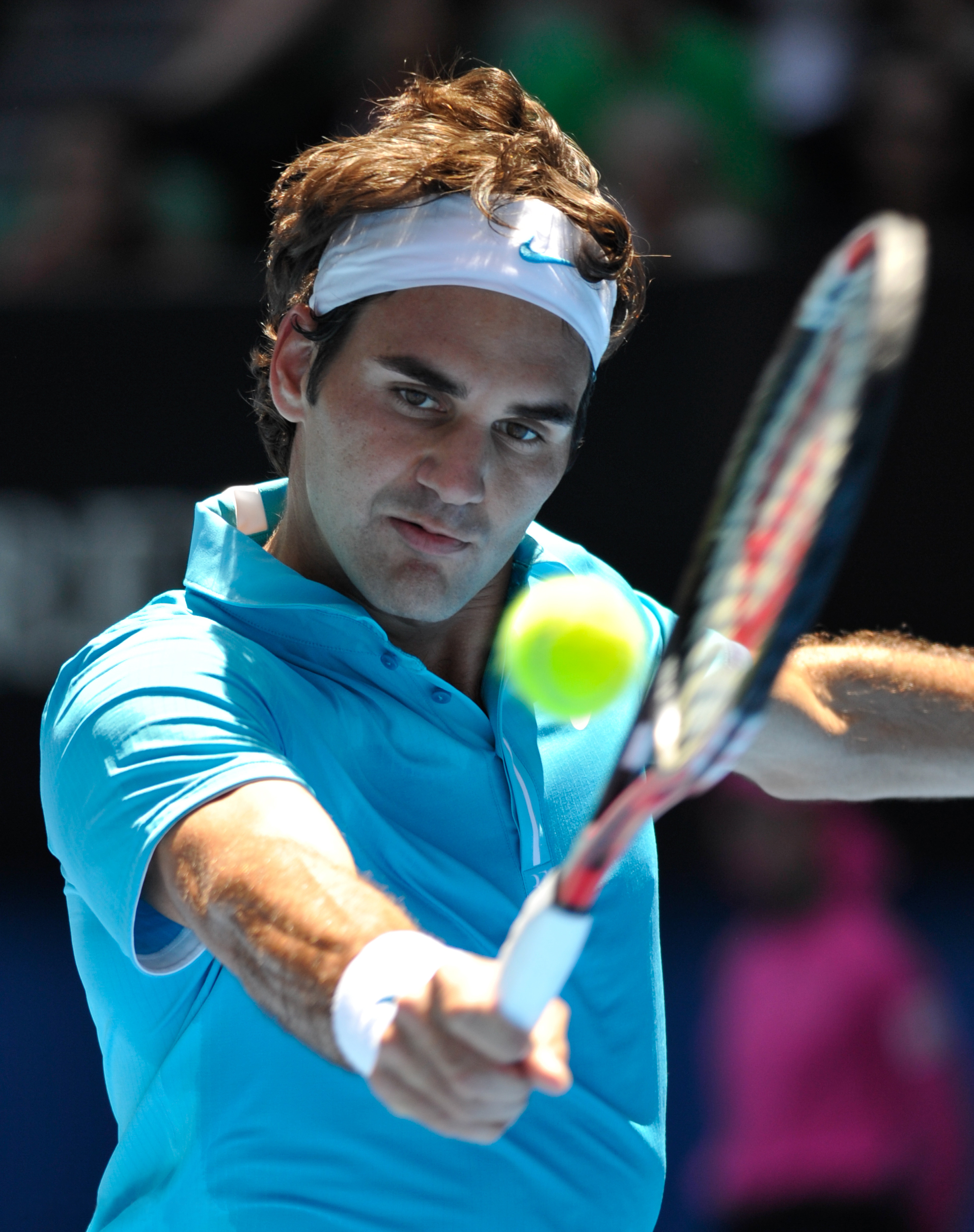
Roger Federer

### Sénior

#### Individuales masculino
Roger Federer vence a  Andy Murray, 6-3, 6-4, 7-6(11)

#### Individuales femenino
Serena Williams vence a  Justine Henin, 6-4, 3-6, 6-2

#### Dobles masculino
Bob Bryan /  Mike Bryan vencen a  Daniel Néstor /  Nenad Zimonjić, 6-3, 6-7(5), 6-3

#### Dobles femenino
Serena Williams /  Venus Williams vencen a  Cara Black /  Liezel Huber, 6-4, 6-3

#### Dobles mixtos
Cara Black /  Leander Paes vencen a  Yekaterina Makárova /  Jaroslav Levinský, 7-5, 6-3

### Júnior

#### Individuales masculino
Tiago Fernandes vence a  Sean Berman, 7-5, 6-3

#### Individuales femenino
Karolína Plíšková vence a  Laura Robson, 6-1, 7-6(5)

#### Dobles masculinos
Justin Eleveld /  Jannick Lupescu vencen a  Kevin Krawietz /  Dominik Schulz, 6-4, 6-4

#### Dobles femeninos
Jana Cepelová /  Chantal Škamlová vencen a  Tímea Babos /  Gabriela Dabrowski, 7-6(1), 6-2

## Cabezas de series
| 1. Roger Federer (Campeón) 2. Rafael Nadal (Cuartos de final: retirado) 3. Novak Djokovic (Cuartos de final) 4. Juan Martín del Potro (4ª Ronda) 5. Andy Murray (Final) 6. Nikolái Davydenko (Cuartos de final) 7. Andy Roddick (Cuartos de final) 8. Robin Söderling (1ª Ronda) 9. Fernando Verdasco (4ª Ronda) 10. Jo-Wilfried Tsonga (Semifinales) 11. Fernando González (4ª Ronda) 12. Gaël Monfils (3ª ronda) 13. Radek Štěpánek (1ª Ronda) 14. Marin Čilić (Semifinales) 15. Gilles Simon(Retirado) 16. Tommy Robredo (1ª Ronda) 17. David Ferrer (2ª Ronda) 18. Tommy Haas (3ª Ronda) 19. Stanislas Wawrinka (3ª Ronda) 20. Mijaíl Yuzhny (3ª ronda: retirado) 21. Tomáš Berdych (2ª Ronda) 22. Lleyton Hewitt (Cuarta ronda) 23. Juan Carlos Ferrero (1ª Ronda) 24. Ivan Ljubičić (3ª Ronda) 25. Sam Querrey (1ª Ronda) 26. Nicolás Almagro (4ª ronda) 27. Philipp Kohlschreiber (3ª Ronda) 28. Jürgen Melzer (1ª Ronda) 29. Viktor Troicki (2ª Ronda) 30. Juan Mónaco (3ª ronda) 31. Albert Montañés (3ª ronda) 32. Jérémy Chardy (1ª Ronda) 33. John Isner (4ª Ronda) | 1. Serena Williams (Campeona) 2. Dinara Sáfina (4ª Ronda:retirada) 3. Svetlana Kuznetsova (4ª Ronda) 4. Caroline Wozniacki (4ª Ronda) 5. Yelena Deméntieva (2ª Ronda) 6. Venus Williams (Cuartos de final) 7. Victoria Azarenka (Cuartos de final) 8. Jelena Janković (3ª Ronda) 9. Vera Zvonariova (4ª Ronda) 10. Agnieszka Radwańska (3ª ronda) 11. Marion Bartoli (3ª Ronda) 12. Flavia Pennetta (2ª Ronda) 13. Samantha Stosur (4ª Ronda) 14. María Sharápova (1ª Ronda) 15. Kim Clijsters (3ª Ronda) 16. Li Na (Semifinales) 17. Francesca Schiavone (4ª ronda) 18. Virginie Razzano (1ª Ronda) 19. Nadia Petrova (Cuartos de final) 20. Ana Ivanović (2ª Ronda) 21. Sabine Lisicki (2ª Ronda) 22. Daniela Hantuchová (3ª ronda) 23. Dominika Cibulková (1ª Ronda) 24. María José Martínez (2ª Ronda) 25. Anabel Medina (1ª Ronda) 26. Aravane Rezaï (2ª Ronda) 27. Alisa Kleibánova (3ª Ronda) 28. Yelena Vesniná (1ª Ronda) 29. Shahar Pe'er (3ª Ronda) 30. Kateryna Bondarenko (2ª Ronda) 31. Alona Bondarenko (4ª ronda) 32. Carla Suárez (3ª ronda) |